# برودينسيو دي ساندوفال
برودينسيو دي ساندوفال (بالإسبانية: Prudencio de Sandoval)‏ هو مؤرخ إسباني، ولد في 1553 في بلد الوليد في إسبانيا، وتوفي في 12 مارس 1620 في بنبلونة في إسبانيا.